# Otto Franke
Otto Franke (en chino: 奥托·福兰阁; Gernrode, 27 de septiembre de 1863 - Berlín, 2 de septiembre de 1946), sinólogo alemán.

## Biografía
Franke ejerció como intérprete al servicio del Imperio Alemán en Pekín, Tientsin, Shanghái y Amoy (1888-1901) antes de retornar a Alemania. A partir de enero de 1910 ocupó la cátedra de Lenguas e Historia de Extremo Oriente del Instituto Colonial de Hamburgo. De 1923 a 1931 fue profesor de Sinología en la Friedrich-Wilhelms-Universität de Berlín. Se destacó por su obra historiográfica en cinco tomos, la primera historia de China completa en alemán.
Su hijo fue el sinólogo Wolfgang Franke.

## Selección de obras
- Studien zur Geschichte des konfuzianischen Dogmas und der chinesischen Staatsreligion. Verlag Friedrichsen, Hamburg 1920.
- Geschichte des chinesischen Reiches. 5 Bde. Berlín 1932-1952 (Nachdruck: ISBN 3-11-017034-5)
- Erinnerungen aus zwei Welten : Randglossen zur eigenen Lebensgeschichte. De Gruyter, Berlín 1954.
- "Sagt an, ihr fremden Lande ..." Ostasienreisen. Tagebücher und Fotografien (1888-1901). Herausgegeben von Renata Fu-Sheng Franke und Wolfgang Franke. Institut Monumenta Serica, Sankt Augustin 2009 (ISBN 978-3-8050-0562-3)